# Telecolore
Telecolore è una rete televisiva privata campana con sede a Salerno.

## Storia
Nota anche come T.C.S. Telecolore Salerno è una delle più longeve emittenti televisive ancora in attività in Italia. Nacque, infatti, nel dicembre 1976, a pochi mesi dalla prima storica tv del capoluogo, Telesalerno Uno.
Una storia comune per le due "emittenti libere" (usando un termine molto in voga all'epoca) che prese il via in un anno importante per le televisioni locali italiane. Nel 1976, infatti, ci fu la sentenza 202 della Corte Costituzionale che legittimò le trasmissioni private via etere in ambito locale. A quel punto partì una vera e propria corsa tra vari appassionati del settore. Un gruppo di amici (tra cui l'imprenditore Saverio Benvenuto), accomunati dalla passione per l'elettronica, diede vita a Tele Color Salerno (TCS), questo il primo nome dell'emittente. Una storia come tante altre simili in Italia, che si inserisce a pieno titolo in quel fenomeno unico, dapprima pionieristico poi imprenditoriale delle tv locali. Dai loro iniziali esperimenti alla scelta, definita coraggiosa per l'epoca (alla luce del costo degli impianti di trasmissione, delle telecamere e della indecisione a livello nazionale, sia della Rai che dell'industria nazionale, come riportato dai principali testi di settore) delle trasmissioni a colori, dalla programmazione alternativa e localistica, alle prime syndication, fino alla crisi causata all'avvento della grande tv commerciale, superata con il rilancio legato al passaggio al digitale, satellitare e terrestre.
Un salto lungo trent'anni iniziato, nel caso di Telecolore, con la scommessa di provare a realizzare una tv che a Salerno all'epoca non c'era, sulla falsariga di quanto fatto altrove, ad esempio a Napoli con l'esperienza di tv via cavo di Telediffusione Italia-Telenapoli e soprattutto al Nord, con l'appassionata battaglia legale vinta da Peppo Sacchi ed Enzo Tortora con Telebiella.
Il primo passo, dopo aver individuato la sede in una centralissima strada salernitana, Via Manzo, fu  costituito dalla scelta di puntare innanzitutto sull'informazione, con un acquisto dalla concorrenza, il telegiornale fu infatti affidato ad Aldo Primicerio, già direttore della prima tv locale nata a Salerno, TS1. Il secondo passo decisivo poggiò tutto sulle gambe delle Gemelle Kessler, le prime due telecamere: grandi, pesanti e marchiate Philips, che dovevano dividersi tra tutti i programmi prodotti dall'emittente televisiva. Erano a colori, secondo una scelta che anticipò anche la Rai. Mentre infatti il Governo si interrogava su quale sistema di trasmissione scegliere, bloccando di fatto l'industria nazionale e l'ente radiotelevisivo di Stato, Telecolore che non aveva obblighi governativi scelse il PAL, inventando una lunga serie di trasmissioni all'insegna della partecipazione popolare: Una foto, una dedica e Il mercatino dell'usato. 
Si organizzavano talk show ad ogni ora del giorno, anche su argomenti considerati scabrosi, come il sesso tra i giovani ed in età prematrimoniale, gli studi diventavano una discoteca guidata dal Dj-regista mentre la vicina di casa dell'appartamento situato a fianco agli studi con il martello esprimeva il suo indice di “gradimento”. La tv “casalinga” aveva anche un altro inconveniente, un effetto speciale causato dallo sciacquone del bagno dell'appartamento del piano di sopra, collegato con lo studio del tg, che spesso finiva per interferire e disturbare la conduzione della trasmissione.
Fiore all'occhiello della programmazione di Telecolore, alla fine degli anni 70, fu il programma Finalmente domani è Sabato destinato a far nascere un format di successo per anni a seguire.
Già da allora e dalle prime avventure pionieristiche si capì l'importanza della diretta e della partecipazione popolare. Presenza in occasione dei grandi eventi ed una informazione capillare ed in diretta furono, quindi, le carte vincenti di Telecolore per gli anni '80. Passata, intanto, alla famiglia De Simone, l'emittente, nonostante l'avanzata dei network nazionali, continuò ad affermarsi ed a raccontare la storia di una città e della sua provincia.
Il 16 marzo 1980, quando le Brigate Rosse uccisero il magistrato Nicola Giacumbi, scelsero Telecolore per rivendicare l'omicidio, telefonando in redazione davanti alla quale, nei mesi successivi, fu anche lasciato un piccolo ordigno sempre dalla colonna BR salernitana. Durante il sisma del 23 novembre, Telecolore seguì gli eventi con una lunga diretta no-stop dai vari paesi colpiti.
Negli anni novanta, poi, il tentativo di estendere il segnale a tutta la Campania con l'acquisto di nuove frequenze e l'avvio di tre edizioni provinciali del telegiornale grazie a due nuove redazioni, ad Avellino, Benevento e a un ufficio di corrispondenza a Castellamare di Stabia. Durante l'alluvione di Sarno e Quindici del 1998 fornì alcune immagini anche ai Tg Mediaset.
Sempre negli anni novanta si acuì la grande crisi che stava colpendo le tv locali italiane, strette dalla concorrenza nazionale. Telecolore fu costretta a razionalizzare le frequenze. L'editore Antonio De Simone decise di ripartire da Salerno conservando la copertura della provincia di Avellino. Furono anni di riorganizzazione completatasi soltanto nei primi anni duemila e culminata con il digitale. Telecolore, tra le prime tv in Campania, prima nel salernitano, ha deciso di puntare sul digitale terrestre, convertendo una frequenza per trasmettere sull'Agro Nocerino Sarnese e sul napoletano 24 ore al giorno con il DVB-T (Monte Faito-Napoli Ch 67). Negli ultimi anni ha avviato anche la trasmissione satellitare su Hot Bird a 13° est, 11.013 H, frequenza memorizzata da Sky prima al canale 849 poi al canale 826.
Nell'estate 2006, Telecolore con il contributo di Telelombardia, ha seguito la settimana di festeggiamenti del Columbus Day con servizi e reportage da New York realizzati da una propria troupe. Una serie di trasmissioni resa possibile da internet, che ha consentito il trasferimento in tempi brevi dei filmati e, soprattutto, del satellite. Il giorno della sfilata, infatti, sia Telecolore che Telelombardia e Primocanale di Genova hanno trasmesso in diretta l'evento.

## Logo
Il logo dell'emittente, costituito dalla semplice scritta in corsivo telecolore, di colore bianco, con un gabbiano stilizzato che sormonta la lettera "r", è rimasto invariato dal 1976 al 2011, anno in cui, per festeggiare il 150º anniversario dell'Unità d'Italia, l'emittente ha deciso di colorare il logo con i colori della bandiera italiana. Tuttavia sia la dimensione del logo, grande circa il doppio degli usuali loghi televisivi, sia la posizione insolita (il logo è posto in basso a sinistra, ma è posizionato decisamente più in alto rispetto all'area dello schermo generalmente utilizzata per il logo), sono rimaste invariate e rappresentano un tratto distintivo dell'emittente.